# Wesley Ngetich Kimutai

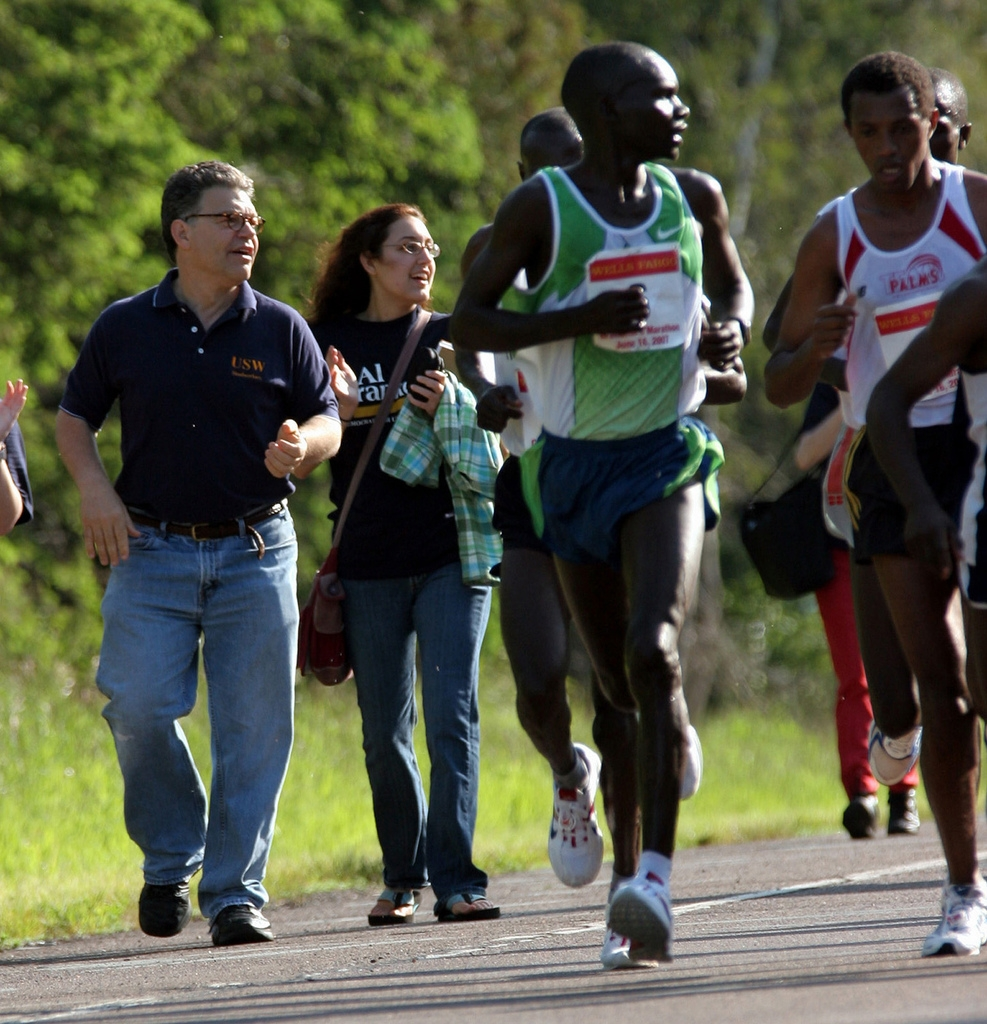
Wesley Ngetich Kimutai (Mitte in grün)

Wesley Ngetich Kimutai (* 15. Dezember 1977; † 21. Januar 2008 im Trans Mara District) war ein kenianischer Marathonläufer.
2005 und 2007 gewann er den Grandma’s Marathon in Duluth. 2006 stellte er als Zweiter des Houston-Marathons mit 2:12:06 h seine persönliche Bestzeit auf.
Im Gefolge der Unruhen in Kenia 2007/2008 starb er an einem vergifteten Pfeil, der ihn in die Brust traf. Zuvor schon war der Olympiateilnehmer Lucas Sang ein Opfer der Gewalt geworden.
Kimutai war verheiratet und hatte drei Kinder.